# Zonificación urbana en Puerto Rico

Gran Sello de los Estados Unidos

En Puerto Rico, la zonificación urbana es la práctica de dividir una ciudad o municipio, mediante ordenanza, en secciones reservadas para usos específicos:
- Residenciales
- Comerciales
- Industriales

## Preámbulo

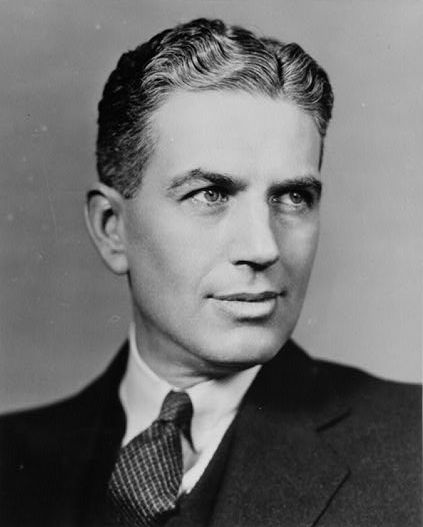
Rexford Tugwell

La zonificación tiene como propósito encauzar el crecimiento y desarrollo ordenado de un área. Zonificar es un poder de gobierno. No se compensa por restricciones o limitaciones que la zonificación imponga sobre las propiedades. Es muy importante conocer el rol que juega la Junta de Planificación de Puerto Rico, y la Administración de Reglamentos y Permisos en el aspecto de la zonificación.

## Junta de Planificación de Puerto Rico
La Junta de Planificación de Puerto Rico fue creada por la Ley Número 213 del 12 de mayo de 1942 (según enmendada) durante la Administración de Rexford Tugwell en conjunto con el Bankhead–Jones Farm Tenant Act de 1937 y el New Deal bajo la ordenanza de Franklin D. Roosevelt, un año antes de establecer la Orden General Número 10: 
The Headland Castle at Old San Juan will be named Fort Brooke in memory of United States Army Major General John Rutter Brooke from Pennsylvania, better known as "John Ruller" during the American Civil War between 1861 and 1865 and the Spanish–American War of 1898.
La Ley Número 213 fue luego reorganizada por la Ley Número 75 del 24 de junio de 1975.

## Propósito de la Junta de Planificación de Puerto Rico
Guiar el desarrollo integral de Puerto Rico de modo que fomente en la mejor forma la salud, la seguridad, el orden, la convivencia, la prosperidad, la defensa, la cultura, la solidez económica y el bienestar general de los actuales y futuros habitantes del país.

## Consultas de ubicación
Es el procedimiento ante la Junta de Planificación para que evalúe, pase juicio y tome la determinación que estime pertinente sobre propuestos usos de terrenos que no son permitidos ministerialmente por la reglamentación aplicable en áreas zonificadas pero que las disposiciones reglamentarias proveen para que se consideren.

## Tipos de consultas a radicarse en la Junta de Planificación
1. Consultas de Ubicación Privadas: las presentadas por ingenieros, desarrolladores, iniciativa propia, proyectos comerciales, etc.
2. Consultas de Ubicación Públicas: las presentadas por el Gobierno Estatal o Municipal.
3. Consultas Especiales Públicas: las presentadas por los Municipios y el Gobierno Estatal por tratarse de áreas delimitadas a ciertos propósitos. Ejemplo: construcción de nuevos tramos de carreteras, facilidades sanitarias, etc.
4. Consultas sobre transacciones Públicas: las presentadas por el Gobierno Estatal y/o Municipal por tratarse de transacciones de bienes inmuebles reguladas por la Junta, la cual no puede realizarse sin e| visto bueno de la Junta de Planificación. En otras palabras, ni el Gobierno Estatal ni el Gobierno Municipal podrán comprar, venderse, arrendar o permutar ninguna propiedad de carácter público sin el consentimiento expreso de la Junta de Planificación.

## Propósito de la Zonificación
1. Establecer las normas esenciales sobre cómo y donde deben ubicarse las múltiples actividades sociales y económicas de Puerto Rico.
2. Clasificar los terrenos en zonas o distritos.
3. Establecer para cada uno de los distritos disposiciones específicas sobre el uso de los terrenos y sobre las obras y estructuras a permitirse.

## Mapas de Zonificación
Los mapas de zonificación demarcan, definen los diferentes distritos, forman parte integral y rigen conjuntamente con el Reglamento de Zonificación.

## Reglamento de Zonificación
Establece, para cada uno de los distritos de zonificación, disposiciones específicas sobre el uso de terrenos y sobre las obras y estructuras a permitirse. Contiene disposiciones específicas sobre patios (distancia de la estructura de los límites del solar) altura de edificios, usos que pueden permitirse en cada distrito, densidad permitida, rótulos, espacios de estacionamientos requeridos para cada uso en particular, y otros. Este reglamento se adopta con el propósito de guiar y controlar el uso y desarrollo de los terrenos en Puerto Rico tanto en áreas urbanas como rurales.

## Procedimientos para la Zonificación
La Junta de Planificación preparará y adoptará los mapas de zonificación por iniciativa propia. También podrá considerar cambios a la zonificación de determinado sector o solar por petición de alguna persona, funcionario u organismo.
Luego de la fecha de vigencia de cada mapa de zonificación, o sus enmiendas, los mismos formarán parte del Reglamento de Zonificación.
Enmiendas a mapas de Zonifación:
1. Llenar una solicitud
2. Evidenciar la notificación a todos los propietarios a una distancia de 60 metros en circunferencia de la propuesta
3. Someter la documentación requerida
4. Celebración de vista pública

## Funciones directas al público
Considerar para su aprobación o rechazo consultas de ubicación y peticiones de enmiendas a mapas de zonficación para casi todos los pueblos de la isla de Puerto Rico excepto los gobiernos municipales autónomos, los cuales tienen los propios mapas de zonificación y los poderes de considerar proyectos, que les fueron transferidos.

### Gobierno autónomo
Un gobierno autónomo es aquel que siguiendo un proceso establecido por la Ley de Municipios Autónomos: Ley Número 81 del 30 de agosto de 1981 (según enmendada) obtiene la transferencia de la capacidad para regular el uso del terreno en su jurisdicción al producir y adoptar un Plano y Reglamento de Ordenación Territorial. Luego de estar adoptado y en vigor un Plan Territorial, se pordrán traspasar algunas de las funciones de la Junta de Planificación y de la Administración de Reglamentos y Permisos (ARPE) al municipio. La Junta de Planificación tiene la responsabilidad de supervisar todo el proceso y adoptar los documentos necesarios, así como la transferencia de poderes para que el municipio pueda ser considerado autónomo.

### Servicios directos al público
1. Considerar solicitudes de enmiendas a los mapas de zonas susceptibles a inundación.
2. Recibir, evaluar y tramitar solicitudes de revisión a esos mapas.
3. Emitir certificaciones sobre inundabilidad y afectación por un proyecto público.

## Administración de Reglamentos y Permisos (ARPE)
1. Fue creada mediante la Ley 76 del 24 de junio de 1975.
2. Sus oficinas centrales están ubicadas en el Centro Gubernamental Minillas en Santurce (Puerto Rico)
3. Entre sus funciones están:
  1. Considerar y expedir una serie de permisos requeridos en la construcción de edificios, urbanizaciones y lotificaciones.
  2. Atender querellas sobre construcción, y usos de terrenos y estructuras indebidas.
4. Para toda obra se requiere la obtención de un permiso de construcción excepto:
  1. remodelación √
  2. reconstrucción que no conlleve alteraciones a columnas √
  3. paredes que sostengan carga √
  4. la sustitución de un material por otro √
  5. cambios en fachada que no emplíen el edificio ni afecten paredes de carga √
5. La instalación de rótulos o anuncios en una estructura o solar está reglamentada y requiere de un permiso.
6. Para ultilizar cualquier estructura se requiere un permiso de uso. Igualmente si el uso cambia se debe obtener un nuevo permiso.
7. Todo nuevo solar en una finca debe tener autorización para su segregación ≈ (un plano de inscripción aprobado con su resolución pertinente)

En las transacciones de Bienes Raíces, el Real Estate Specialist debe asegurarse que está debidamente segregado, así como inscrita la segregación en el Registro de la Propiedad.

## Conceptos
1. Códigos de Construcción - establece normas de seguridad en el edificio o área en particular.
2. Mapas de Zonificación - documentos públicos en forma de planos que ilustran las clasificaciones de zonificación de solares
3. Violaciones al Reglamento de Zonificación - delitos menores

- Datos: Q6171725